# VGV (chinesische Automarke)
VGV ist eine Automarke des chinesischen Unternehmens Weichai (Chongqing) Automotive. VGV wurde gegründet, um den wachsenden Bedarf an erschwinglichen Fahrzeugen in China und anderen Märkten zu decken. Zum Lieferprogramm gehören zwei Sport Utility Vehicles und ein Pick-up.

## Geschichte
Die Marke wurde 2019 gegründet. Noch im gleichen Jahr erschien mit dem VGV U70 das erste SUV-Modell, das seit 2024 auch in Russland verkauft wird. Wenig später folgte die überarbeitete Version U70 Pro. Im Juni 2021 wurde das Modell VGV U75 Plus vorgestellt, das auch in Russland erhältlich ist. Im November 2021 wurde der VGV VX7, ein Pick-up, vorgestellt.

## Fahrzeugmodelle
| Modell       | Jahr der Einführung | Fahrzeugtyp | Motorenoptionen | Länge (mm)  | Breite (mm) | Höhe (mm) | Bild |
| ------------ | ------------------- | ----------- | --------------- | ----------- | ----------- | --------- | ---- |
| VGV U70      | 2019                | SUV         | Benzin          | 4.806–4.825 | 1.870       | 1.691     |      |
| VGV U75 Plus | 2021                | SUV         | Benzin          | 4.825       | 1.870       | 1.691     |      |
| VGV VX7      | 2022                | Pick-up     | Benzin          | 5.015       | 1.870       | 1.732     |      |

## Verkaufszahlen in der Volksrepublik China
Im ersten Jahr 2019 wurden 3053 Fahrzeuge in China verkauft. 2020 stieg die Zahl auf 17.164 Fahrzeuge. 2021 waren es 11.660 Fahrzeuge und 2022 noch 7.417.